# Loi sur les rivières et les ports de 1899
 (mai 2025).
La mise en forme du texte ne suit pas les recommandations de Wikipédia : il faut le « wikifier ».
Les points d'amélioration suivants sont les cas les plus fréquents. Le détail des points à revoir est peut-être précisé sur la page de discussion.
- Les titres sont pré-formatés par le logiciel. Ils ne sont ni en capitales, ni en gras.
- Le texte ne doit pas être écrit en capitales (les noms de famille non plus), ni en gras, ni en italique, ni en « petit »…
- Le gras n'est utilisé que pour surligner le titre de l'article dans l'introduction, une seule fois.
- L'italique est rarement utilisé : mots en langue étrangère, titres d'œuvres, noms de bateaux, etc.
- Les citations ne sont pas en italique mais en corps de texte normal. Elles sont entourées par des guillemets français : « et ».
- Les listes à puces sont à éviter, des paragraphes rédigés étant largement préférés. Les tableaux sont à réserver à la présentation de données structurées (résultats, etc.).
- Les appels de note de bas de page (petits chiffres en exposant, introduits par l'outil «  Source ») sont à placer entre la fin de phrase et le point final[comme ça].
- Les liens internes (vers d'autres articles de Wikipédia) sont à choisir avec parcimonie. Créez des liens vers des articles approfondissant le sujet. Les termes génériques sans rapport avec le sujet sont à éviter, ainsi que les répétitions de liens vers un même terme.
- Les liens externes sont à placer uniquement dans une section « Liens externes », à la fin de l'article. Ces liens sont à choisir avec parcimonie suivant les règles définies. Si un lien sert de source à l'article, son insertion dans le texte est à faire par les notes de bas de page.
- La présentation des références doit suivre les conventions bibliographiques. Il est recommandé d'utiliser les modèles {{Ouvrage}}, {{Chapitre}}, {{Article}}, {{Lien web}} et/ou {{Bibliographie}}. Le mode d'édition visuel peut mettre en forme automatiquement les références.
- Insérer une infobox (cadre d'informations à droite) n'est pas obligatoire pour parachever la mise en page.

Pour une aide détaillée, merci de consulter Aide:Wikification.
Si vous pensez que ces points ont été résolus, vous pouvez retirer ce bandeau et améliorer la mise en forme d'un autre article.
 (mai 2025).
La loi sur les rivières et les ports de 1899 (The Rivers and Harbors Appropriation Act of 1899) est la plus vieille loi fédérale environnementale des États-Unis. 

## Caractéristiques
La loi crée un délit pénal du rejets de n'importe quel type de déchets dans les eaux navigables, et leurs affluents, des États-Unis sans un permis; cette disposition spécifique est connue comme la Refuse Act (loi sur les déchets). La loi considère également comme un délit le fait de creuser, de remplir ou de modifier le cours, l'état ou la capacité d'un port, d'une rade, d'un chenal ou d'autres zones situées dans le champ d'application de la loi, sans permis. La loi interdit également la construction de barrages sur les cours d'eau navigables sans une licence (ou un permis) du Congrès. Cette disposition a été incluse à des fins de production hydroélectrique, à une époque où l'industrie des services publics d'électricité se développait rapidement.
Bien qu'une bonne partie du champ d'application couvert par la loi soit réglementée par la loi sur l'eau (Clean Water Act),la loi de 1899 conserve une vitalité indépendante. La loi est administrée par le corps du génie de l'armée des États-Unis. Cependant, l'autorité d'administration de la Section 9 de la loi, s'appliquant aux ponts et aux chaussées au-dessus des eaux navigables des États-Unis, remplacée par la loi générale sur les ponts de 1946 (General Bridge act of 1946), a été retirée au corps du génie pour être redéléguée aux gardes côtes sous les dispositions de la loi sur le département des transports de 1966. Le génie, possédant et exploitant de nombreux ponts et ne peut pas se réglementer lui-même en raison d'un conflit d'intérêts.
Le régiment de Jacksonville du génie est compétent pour les eaux de la mer des Caraïbes, du golfe du Mexique et de l'océan Atlantique.